# Europeade
Europeade je festival evropského folklóru, konaný každý rok v jiné evropské zemi. Tato tradice trvá již od roku 1964. V roce 2008 se tato akce konala ve švýcarském Martigny, kde se jí zúčastnilo přes 200 souborů z celé Evropy, z toho 8 českých.

## Místa konání
- 1964 Antverpy Belgie
- 1965 Dortmund Německo
- 1966 Antverpy Belgie
- 1967 Valencia Španělsko
- 1968 Antverpy Belgie
- 1969 Marche-en-Famenne Belgie
- 1970 Herzogenaurach Německo
- 1971 Antverpy Belgie
- 1972 Annecy Francie
- 1973 Nuoro Itálie
- 1974 Antverpy Belgie
- 1975 Marbella Španělsko
- 1976 Annecy Francie
- 1977 Nuoro Itálie
- 1978 Vídeň Rakousko
- 1979 Antverpy Belgie
- 1980 Schwalmstadt Německo
- 1981 Martigny Švýcarsko
- 1982 Gijon Španělsko
- 1983 Vídeň Rakousko
- 1984 Rennes Francie
- 1985 Turín Itálie
- 1986 Figueira da Foz Portugalsko
- 1987 Mnichov Německo
- 1988 Antverpy Belgie
- 1989 Libourne Francie
- 1990 Valladolid Španělsko
- 1991 Rennes Francie
- 1992 Figueira da Foz Portugalsko
- 1993 Horsens Dánsko
- 1994 Frankenberg Německo
- 1995 Valencia Španělsko
- 1996 Turín Itálie
- 1997 Martigny Švýcarsko
- 1998 Rennes Francie
- 1999 Bayreuth Německo
- 2000 Horsens Dánsko
- 2001 Zamora Španělsko
- 2002 Antverpy Belgie
- 2003 Nuoro Itálie
- 2004 Riga Lotyšsko
- 2005 Quimper Francie
- 2006 Zamora Španělsko
- 2007 Horsens Dánsko
- 2008 Martigny Švýcarsko
- 2009 Klajpeda Litva

## Další ročníky
- 2010 Bolzano Itálie (pův. se mělo konat v německém Dachau)
- 2011 Tallinn/Tartu Estonsko